# ساعتلوي كوه
ساعتلوي كوه هي قرية في مقاطعة أرومية، إيران. يقدر عدد سكانها بـ 371 نسمة بحسب إحصاء 2016.